# Paradecolya
Paradecolya is een geslacht van rechtvleugeligen uit de familie sabelsprinkhanen (Tettigoniidae). De wetenschappelijke naam van dit geslacht is voor het eerst geldig gepubliceerd in 1992 door Jin.

## Soorten
Het geslacht Paradecolya omvat de volgende soorten:
- Paradecolya briseferi Hugel, 2010
- Paradecolya expectata Hugel, 2010
- Paradecolya inexspectata Chopard, 1957